# Luis Antonio Valencia
Luis Antonio Valencia Mosquera (* 4. srpna 1985 Nueva Loja), známý jako Antonio Valencia, je bývalý ekvádorský profesionální fotbalista, který hrál na pozici pravého křídelníka či obránce. Velkou část svoji kariéry strávil v dresu anglického Manchesteru United a svoji kariéru ukončil v roce 2021, a to v dresu mexického klubu Querétaro FC.

## Klubová kariéra
Jeho sportovní kariéra začala v Club Deportivo El Nacional. Později hrál za španělský Villarreal CF, ze kterého odešel na hostování do Wiganu, které se v sezoně 2007/2008 změnilo v přestup. O rok později Valenciu koupil Manchester United.
Ve 34. kole Premier League 2012/13 20. dubna 2013 porazil Manchester United Aston Villu 3:0, Valencia mohl v předstihu slavit se spoluhráči ligový titul (dvacátý v historii klubu).